# Dibba Al-Fujairah Club
El Dibba Al-Fujairah Club, conocido simplemente como Dibba FC, es un equipo de fútbol de los Emiratos Árabes Unidos que juega en la UAE Pro League, la primera categoría nacional.

## Historia
Fue fundado en el año 1976 en el emirato de Fujairah, y tuvo su primera experiencia en la UAE Pro League en la temporada 2012-13, avanzando a los cuartos de final de la Copa Presidente de Emiratos Árabes Unidos, pero descendería de categoría ese año.
Regresa a la primera categoría para la temporada 2015/16, donde permaneció por cuatro temporadas e incluso llegó a las semifinales de la Copa de Liga de los Emiratos Árabes Unidos en la temporada 2017/18, descendiendo en la siguiente temporada luego de acceder por tercera ocasión a la ronda de los cuartos de final de la Copa Presidente de Emiratos Árabes Unidos.
En la temporada 2022/23 retorna a la UAE Pro League por tercera ocasión.

## Logros
- División 1 de EAU: 2

2014/15, 2021/22
- División 2 de EAU: 1

2009/10